# Амадор (фільм)
«Амадор» (ісп. Amador) — іспанський драматичний фільм режисера Фернандо Леона де Араноа, що вийшов 2010 року.

## Сюжет
Марсела, жінка-іммігрантка з серйозними економічними проблемами, влаштовується доглядати за Амадором — старим чоловіком, прикутим до ліжка. День за днем Марсела заробляє гроші, яких вона вкрай потребує, а Амадор насолоджується компанією, у якій йому відмовила власна родина. Завдяки цьому вони розвивають особливий зв’язок один з одним. Однак цей зв'язок передчасно розривається, коли Амадор помирає. Марсела, відчайдушно намагаючись зберегти роботу, опиняється перед важкою моральною дилемою.

## Виробництво
Виробництом фільму займалося A Reposado та Mediapro. Місцями зйомок були Мадрид і Барселона.

## Реліз
Розповсюджувався компанією Alta Films. Вийшов у прокат в Іспанії 8 жовтня 2010 року.

## Ролі виконують
- Магалі Сольєр — Марсела
- Челсу Бугало — Амадор
- П'єтро Сібіле — Нельсон
- Соня Альмарча — Йоланда
- Фанні де Касто — Пурі
- Манольо Сольо — Кура